# Władysław Wieczorek (dyplomata)
Władysław Wieczorek (ur. 13 lutego 1929 w Czeladzi, zm. po 1983) – polski dyplomata, chargé d’affaires na Cyprze (1978–1981).

## Życiorys
Syn Teodora i Józefy. Do wybuchu II wojny światowej ukończył trzy klasy szkoły powszechnej. Podczas okupacji niemieckiej pracował w firmie instalacyjno-wodociągowej oraz w hucie Sosnowiec. W 1942, po schwytaniu w łapance w Tarnowskich Górach, został na około pół roku osadzony w obozie w Jaworznie. Po zakończeniu wojny kształcił się w gimnazjum w Sosnowcu. W 1947 zdał małą maturę i wstąpił do Oficerskiej Szkoły Lotniczo-Technicznej, którą po roku porzucił. W 1953 ukończył studia pierwszego stopnia w Szkole Głównej Służby Zagranicznej w Warszawie. W latach 1958–1961 odbył studia na Wydziale Handlu Zagranicznego Szkoły Głównej Planowania i Statystyki, ukończone dyplomem magisterskim z 1 grudnia 1962. Odbył także podyplomowe studium służby zagranicznej na Wydziale Nauk Społecznych Wyższej Szkoły Nauk Społecznych przy KC PZPR (świadectwo ukończenia z 25 czerwca 1974).
W lutym 1954 rozpoczął pracę w Ministerstwie Spraw Zagranicznych, dochodząc od stanowiska radcy do radcy ministra. Przebywał na placówkach w Dżakarcie (1956–1958), Nowym Delhi (1960–1963), Kabulu (1966–1969). Od stycznia 1971 do maja 1972 był członkiem delegacji do Międzynarodowej Komisji Nadzoru i Kontroli w Sajgonie w Wietnamie Południowym. Od czerwca do grudnia 1974 pełnił funkcję zastępcy dowódcy i starszego doradcy do spraw prawno-międzynarodowych Polskiej Wojskowej Jednostki Specjalnej w Doraźnych Siłach Zbrojnych Organizacji Narodów Zjednoczonych na Bliskim Wschodzie. W latach 1978–1981 w stopniu radcy pracował w Ambasadzie w Nikozji, reprezentując Polskę na Cyprze jako chargé d’affaires.
W 1955 wstąpił do Polskiej Zjednoczonej Partii Robotniczej. W ramach struktur partyjnych pełnił funkcje I sekretarza podstawowej organizacji partyjnej przy Ambasadzie w Kabulu (1966–1969), członka egzekutywy POP przy Międzynarodowej Komisji Nadzoru i Kontroli w Wietnamie (1971–1972), II sekretarza Komitetu Zakładowego przy MSZ (1972–1973) oraz inspektora Wydziału Zagranicznego Komitetu Centralnego PZPR. W 1983 wydalony z partii.
W 1955 „za zasługi w pracy zawodowej w dziedzinie administracji państwowej” został odznaczony Brązowym Krzyżem Zasługi.